# カナディア

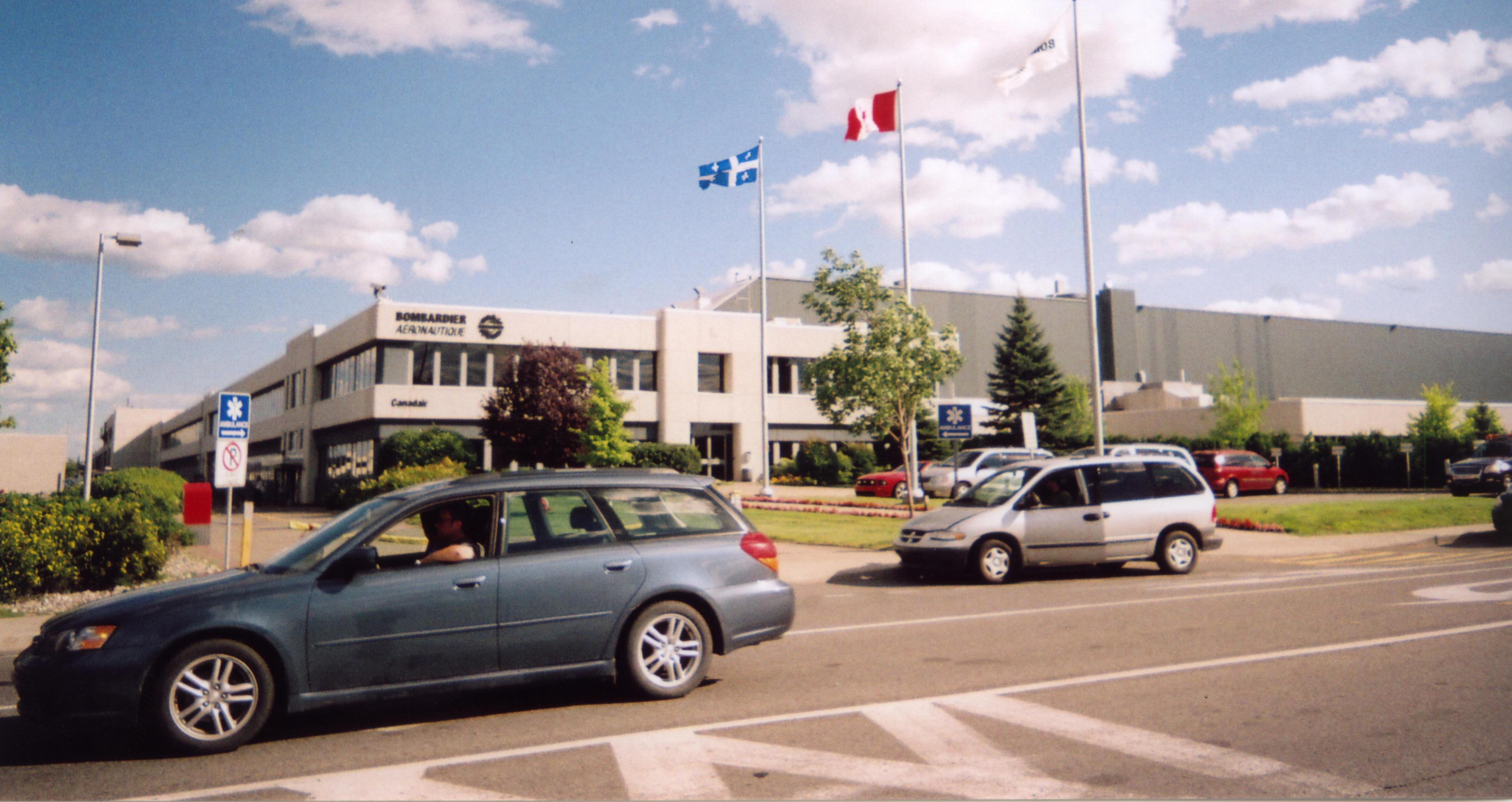
Canadair

カナディア（Canadair Limited 、発音はカナデア）はカナダの航空機メーカーである。1986年ボンバルディアに買収された。

## 経緯
- 1944年 - ベンジャミン・フランクリンがカナディアン・ビッカースから工場を買収し、モントリオール近郊に設立。PBY・カタリナ（コンソリデーテッド・カタリナ）の製造を行う。
- 1952年 - エレクトリック・ボートと合併し、ジェネラル・ダイナミクスになる。
- 1953年 - ジェネラル・ダイナミクスはコンベアを買収し、カナディアはコンベアの子会社になる。
- 1976年 - カナダ政府が、ジェネラル・ダイナミクスから航空機部門（コンベア含む）を買収し、国営企業カナディアを設立。アメリカのリアジェットからライセンスを購入してビジネスジェット分野に進出する。
- 1986年 - ボンバルディアに売却される。現在、ボンバルディア・エアロスペースとして事業を存続。

## 主な機体
- C-4 アルゴノート - DC-4にDC-6の部品を組み合わせた旅客機。エンジンはロールス・ロイス・マーリン。輸送機型はCL-4。
- ノーススター - DC-6のエンジンをロールス・ロイス・マーリンに換装した旅客機。
- CL-41 チューター - ジェット練習機。
- CL-44 - ターボプロップ4発旅客機のブリストル ブリタニアのエンジンをロールス・ロイス・タインに変更した上、貨物機化した物。スイングテールと呼ばれる尾部が折れ曲がる構造により大型貨物の搭載が可能。航空自衛隊用F-104DJの一号機を運んだことで知られる。羽田、伊丹、小牧の各空港のほか、立川をはじめとする日本各地の米軍基地に飛来した。
- CX-84・CL-84 - ダイナヴァート。ティルトウィングのVTOL実験機。
- CL-215 - 消防飛行艇。
- CL-600 - リアジェットが開発していた案を継承開発・生産したビジネスジェット。

## ライセンス生産機
- コンソリデーテッド カタリナ(CL-1)
- ノースアメリカンF-86（カナディア セイバー：CL-13）
- ロッキード T-33（CT-133 シルバースター：CL-30）
- ロッキード F-104（CF-104：CL-90）
- ノースロップ F-5（CF-5/CF-116）